# Calles (genre)
Pour les articles homonymes, voir Calles.
Genre
Calles est un genre d'insectes coléoptères de la famille des Curculionidae.

## Liste d'espèces
Selon ITIS:
- Calles cladotrichis (Pierce, 1912)

## Référence
- (en) Kissinger : Curculionidae of America north of Mexico. A key to the genera. Taxonomie Publications, South Lancaster.